# Federico Colaninno
Federico Colaninno (Gaeta, 6 agosto 1999) è un velista italiano.

## Biografia
Ha iniziato a praticare la vela a sei anni su imbarcazioni Optimist, seguendo le orme del padre Nando, atleta olimpico ai Giochi di Sydney del 2000. Quindi è passato al livello agonistico nella classe Finn, con la quale si laurea per due volte campione italiano e altrettante volte campione mondiale giovanili, nel 2019 e nel 2020. 
Si è quindi laureato vicecampione europeo di Match Race nel 2019 e si è aggiudicato il campionato mondiale Swan 50 nel 2022.
Entrato nel team giovanile di Luna Rossa Prada Pirelli ha regatato circuito 69F dedicato a imbarcazioni foil. Il 24 settembre 2024, insieme a Marco Gradoni, Gianluigi Ugolini e Rocco Falcone, ha vinto la terza edizione della Youth America's Cup sempre con Luna Rossa.

## Riconoscimenti
- Medaglia di bronzo al valore atletico 2019 CONI[3]
- Medaglia di bronzo al valore atletico 2020 CONI[3]